# Рух жовтих жилетів
Рух жовтих жилетів (фр. mouvement des Gilets jaunes) — спонтанний протестний рух у Франції, що з'явився 17 листопада 2018 року, й не має вираженого лідера. Назва руху походить від світловідбивних жовтих жилетів, які використовують учасники демонстрацій для самоідентифікації. Причиною протестів стало підвищення ціни на паливо внаслідок збільшення акцизного збору, потім вимоги учасників розширилися до відставки чинного президента Франції Емманюеля Макрона, чий рейтинг різко впав на тлі протестів.

## Протести у Франції

### 2018
Рух виник у соціальних мережах з метою закликати простих громадян до протесту, а саме: заблокувати великі вулиці й проспекти, кругові розв'язки та автомагістралі. Перше масове публічне вираження невдоволення було заплановано на 17 листопада 2018 року в усіх містах Франції. Пізніше, продовжуючись ще тиждень у вигляді невеликих протестних виступів і одиничних страйків, 24 листопада 2018 року країну охоплює друга хвиля маніфестації. Цього разу сценою виступів громадян цілеспрямовано стає центр Парижа.
За даними міністерства внутрішніх справ Франції в акції 17 листопада 2018 року взяло участь понад 287 тисяч чоловік, в акції 24 листопада 2018 року — понад 106 тисяч осіб.
4 грудня голова французького уряду Едуар Філіпп оголосив, що відстрочить збільшення податку на паливо, введення якого спричинило масові протести. Але представники руху «жовтих жилетів» заявили, що вважають недостатніми поступки й вимагають не тимчасове зупинення зростання цін, а відмови від підвищення. Делегація «жовтих жилетів», що складалася з модераторів груп у мережі Facebook, в останній момент оголосила, що вони не будуть іти на переговори.
8 грудня 2018 року під час чергових протестів 80 чоловік зазнали травм. Протестувальники намагалися прорватися до президентського палацу, але поліція відтіснила їх, застосовували також водомети. До Парижу, вперше з 2005 року, на вулиці ввели бронетранспортери.
Під час протестів країна зазнає не тільки значних матеріальних збитків, але також є і людські втрати: 2 людини загинуло, понад 700 чоловік поранено (маніфестанти, поліцейські і автомобілісти), понад 800 осіб заарештовано.
Рух швидко набирає обертів, набуваючи політичного забарвлення. Його відкрито підтримують кілька лідерів основних політичних партій і політичних рухів: від лівих (Жан-Люк Меланшон і Олів'є Безансно) і центристських (Жан Лассаль) до правих (Лоран Вокьє і Марін Ле Пен).
10 грудня президент Франції Емманюель Макрон оголосив про введення надзвичайного економічного і соціального стану в країні. Однак не став уточнювати його деталі. Виходячи з пояснень президента, швидше за все, не йдеться про юридичне поняття «надзвичайного стану» — радше, він використав цей термін для ілюстрації надзвичайних кроків, запланованих урядом. Французький лідер також заявив про деякі фінансово-податкові поступки, а саме збільшення на 100 євро мінімального розміру заробітку з початку 2019 року. Крім цього, не будуть оподатковуватися понаднормові години роботи. Також в кінці року буде заснована спеціальна премія, що не обкладається податками. Для тих, хто заробляють менше 2 тис. євро на місяць, будуть встановлені податкові відрахування.
До кінця року у Франції відбулося ще декілька акцій протесту, однак вони не набули масовості. В акціях брало участь до кількох сотень осіб.

### 2019
5 січня: 'Act VIII' У першій демонстрації 2019 року (Act VIII) взяли участь 50 000 чоловік. Протести пройшли у Парижі, Бордо, Нанті, Кані і Ренні.
21 вересня поліція затримала 106 осіб і оштрафувала 104-х, поліція застувала сльозогінний газ проти учасників протестів.
16 листопада 28 тисяч людей вийшли на вулиці у Франції в рамках протестів. В Парижі в протестах брали участь 4,7 тис. людей, було затримано 147 осіб. Між протестувальниками і поліціянтами відбулися сутички, поліція застосувала сльозогінний газ.
- Запис сутичок у Парижі

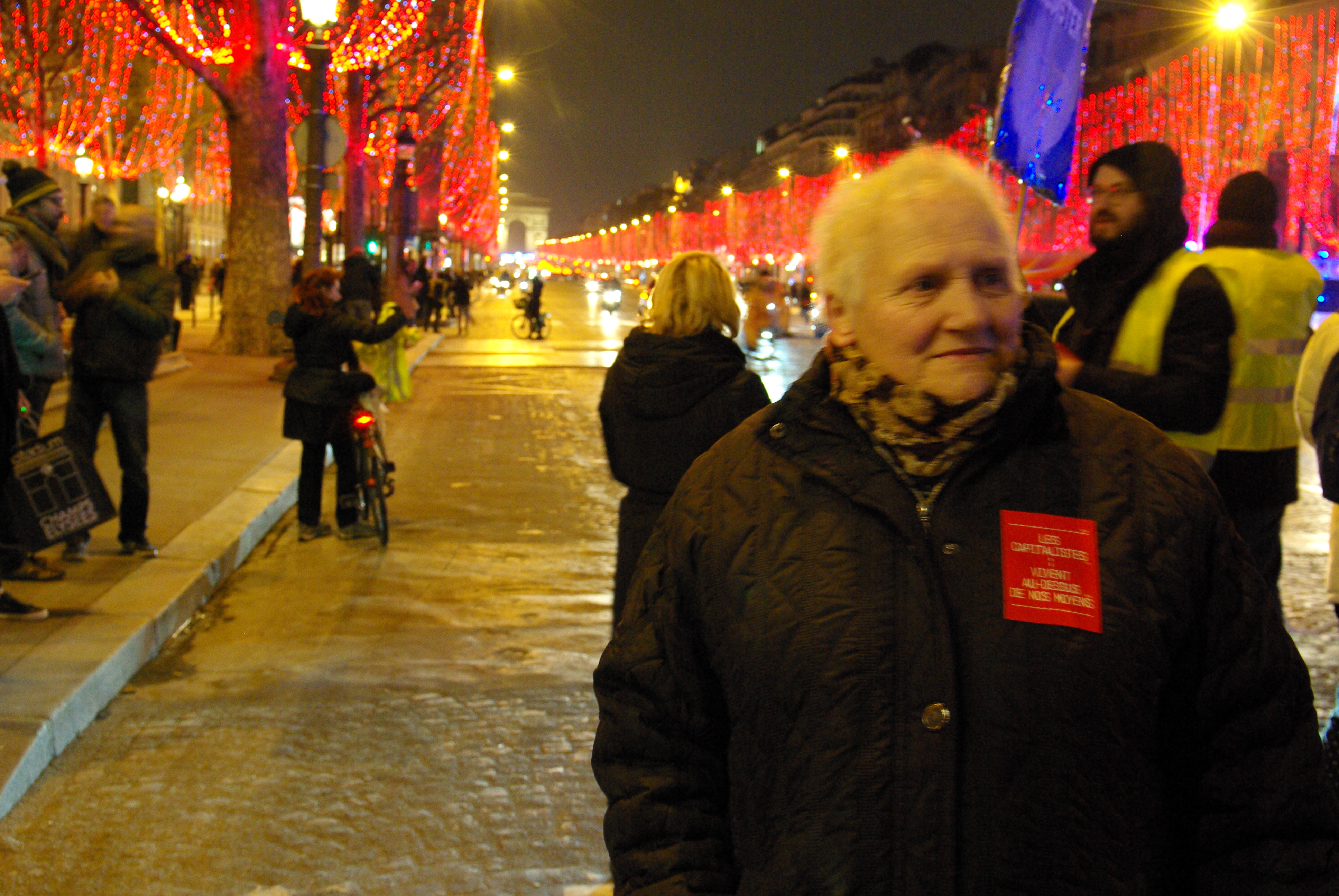
Єлисейські Поля, Париж
Тріумфальна арка, Париж
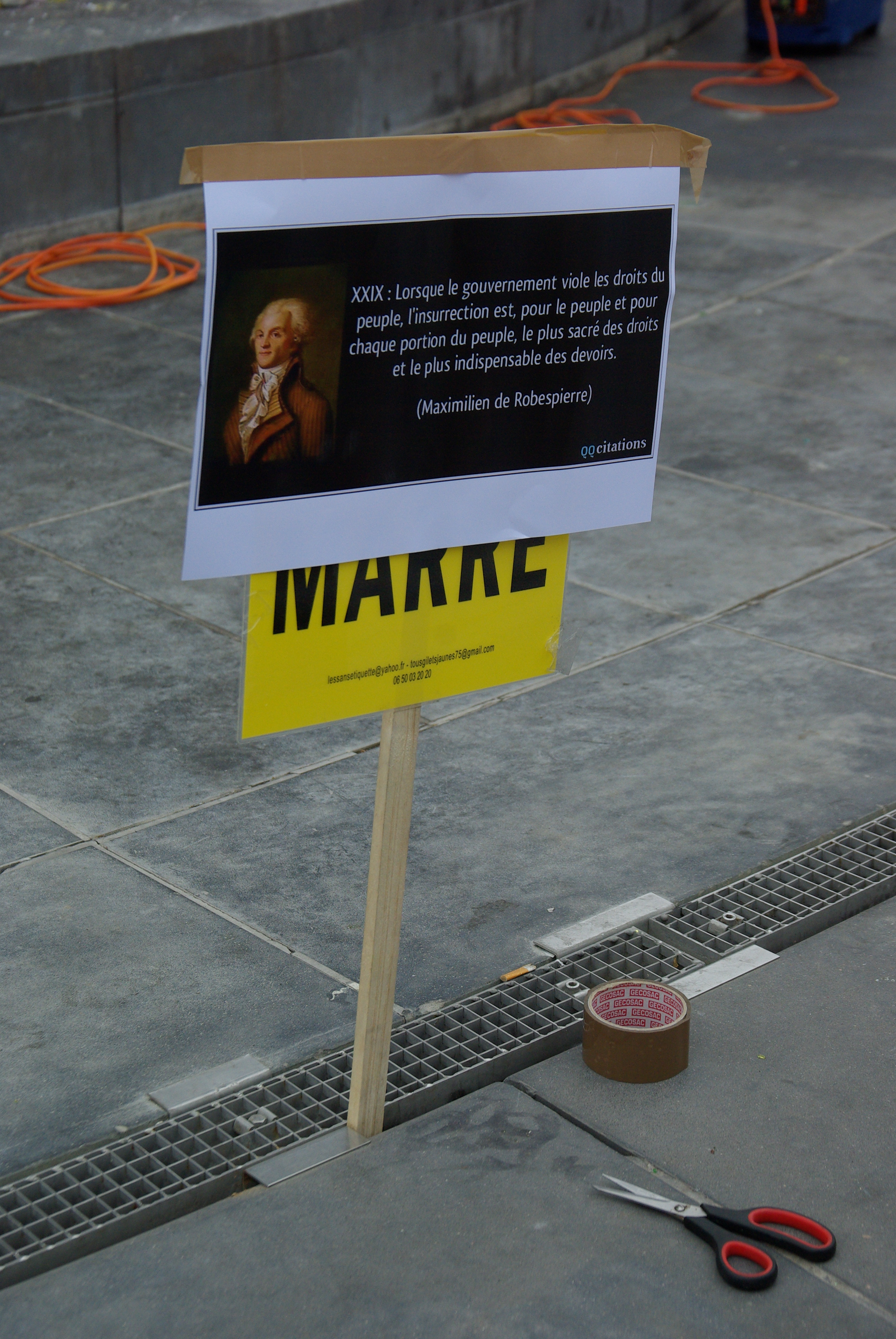
Робесп'єр на Площі Республіки
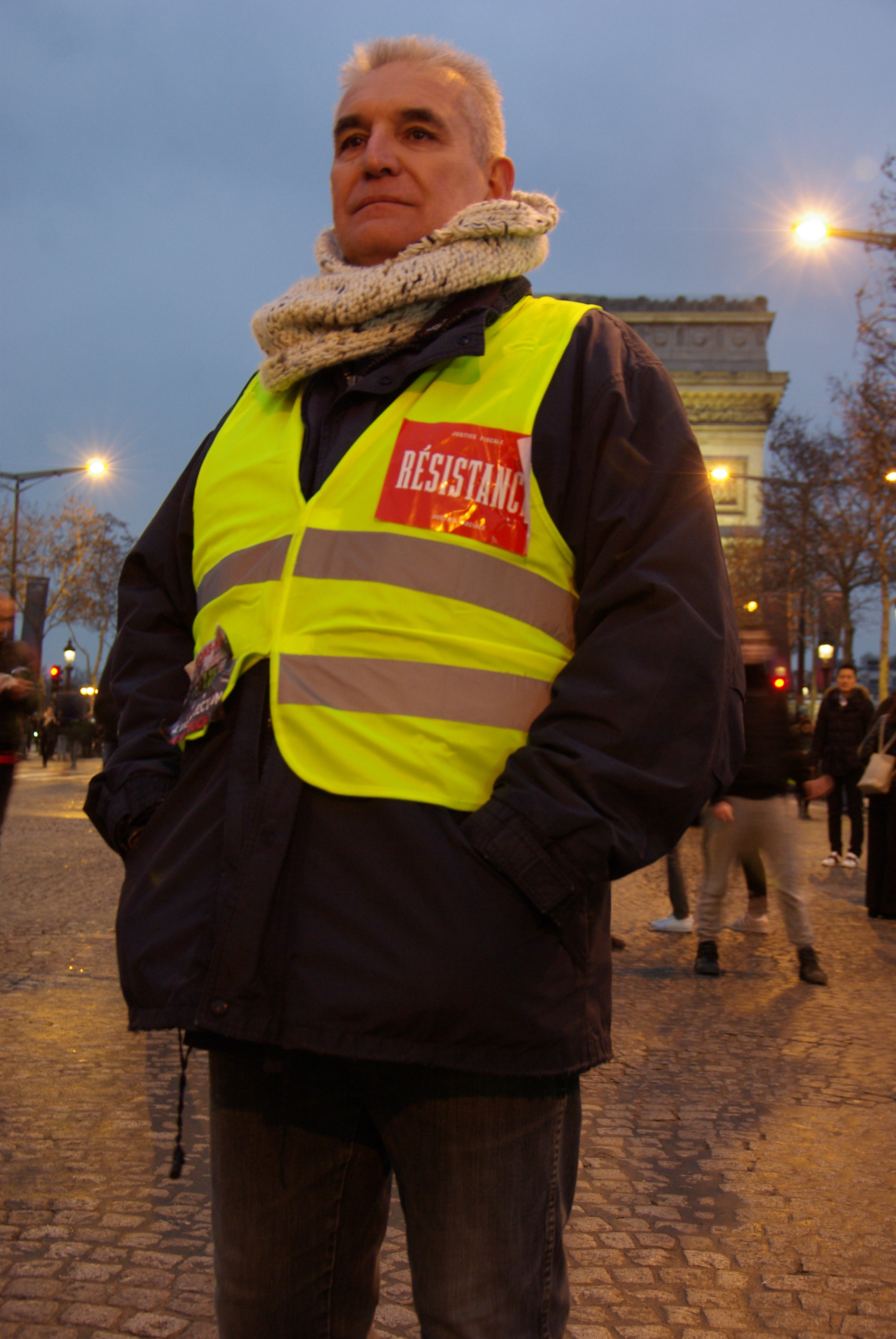
"Résistance" («Опір»)

### 2020
12 вересня відновилися протестні акції «жовтих жилетів». У Парижі протестанти зіткнулися з поліцейськими. Протести також анонсували в інших французьких містах — Марселі, Тулузі, Ліоні та Ліллі. Утім, влада міста Тулуза заборонила проведення протесту, посилаючись на коронавірусні обмеження та зростання кількості заражень у регіоні.

## Вимоги
Офіційних вимог немає, оскільки рух децентралізований. У соціальних мережах поширюються різні варіанти списків вимог, жоден із яких не є консенсусним. 10 грудня українські ЗМІ поширили один із таких, хибно назвавши його «офіційним». Популярними вимогами є відставка Макрона, збільшення зарплат і пенсій, повернення прогресивного податку на багатство. Починаючи з п'ятої масової демонстрації (15 грудня) поширилася вимога запровадження інституту «референдуму за народною ініціативою».

## Заяви про роль Росії у протестах
8 грудня Служба безпеки України на своїй сторінці заявила, що до протестів можуть бути причетні ФСБ та ГРУ. СБ України наводить світлину із зображенням двох протестувальників у жовтих жилетах з прапором ДНР, де ліворуч можна побачити Сорліна Фабріса — член "Міжнародного аналітичного центру «Катехон», який діє під егідою спонсора «ДНР», московського православного олігарха Костянтина Малофеєва та очолюваного ним Фонду Святителя Василия Первозванного. Праворуч на фото — Ксав'є Моро, спостерігач на псевдовиборах в ОРДЛО. Протягом 17 років проживає в РФ, громадянин РФ з 2013 року. Засновник «Європейського центру стратегічного аналізу». Функціонер ГО «Восток Франция — Солидарность Донбасс», яка підконтрольна російським спецслужбам. За інформацією СБУ вони обидва брали участь у військових діях на Донбасі.
За інформацією СБУ російські спецслужби мають організувати аналогічні провокації у Бельгії, Німеччині, Іспанії, Болгарії та інших європейських країнах.
За даними організації «Альянс із захисту демократії», близько 600 Twitter-акаунтів, які були спіймані на «пропаганді поглядів Кремля», перемкнули свою увагу на Францію, розширюючи використання хештег #giletsjaunes (в перекладі «жовті жилети»).
9 грудня Міністр закордонних справ Франції Жан-Ів Ле Дріан заявив про початок розслідування втручання Кремля в масові акції протесту «жовтих жилетів».

## Реакція у світі

### Протести у Бельгії та Нідерландах
8 грудня близько 500 людей, одягнених у жовті жилети, вийшли на акцію протесту в Брюсселі. Вони прямували у бік європейського кварталу, де розташовані головні інституції Європейського союзу. Проте підхід до нього заблокували правоохоронці. Вони кидали в поліцію пляшки, дорожні знаки та інші предмети. Поліція у відповідь застосувала сльозогінний газ, було затримано близько 100 осіб.
Нечисельні акції відбулися також в Гаазі, Роттердамі, Амстердамі, Маастрихті, Ейндховені й Алкмарі.

### Протести у Польщі
12 грудня поблизу Варшави фермери, одягнуті у жовті жилети, влаштували несанкціонований протест, заблокувавши одну з найважливіших доріг у країні — А2. Вони вимагали вирішення проблем, пов'язаних із загрозою африканської чуми свиней, а також інших своїх проблем.

### Підтримка італійського уряду
На початку січня 2019 року члени Уряду Італії Луїджі Ді Майо та Маттео Сальвіні висловили підтримки руху «Жовтих жилетів» та заявила про готовність допомагати йому. 5 лютого відбулась зустріч Ді Майо з представниками руху, за повідомленнями ЗМІ на ній обговорювалась координація зусиль під час виборів до Європаламенту 2019 року. У відповідь на такі дії Франція відкликала свого посла з Риму, вперше з 1940 року.

### В інших країнах
США:
Президент США Дональд Трамп у своєму Twitter заявив, що таким чином французи протестують проти Паризької кліматичної угоди.
 Єгипет:
11 грудня в Єгипті уряд видав інструкцію магазинам не продавати жовті жилети роздрібним покупцям й обмежити продаж оптовим покупцям до кінця січня.